# Ehretia asperula
Ehretia asperula är en strävbladig växtart som beskrevs av Zollinger och Moritzi. Ehretia asperula ingår i släktet Ehretia och familjen strävbladiga växter. Inga underarter finns listade i Catalogue of Life.